# Emmanuel Célestin Suhard
Emmanuel Célestin Suhard (5. travnja 1874. – Pariz, 30. svibnja 1949.) bio je francuski kardinal Katoličke Crkve. Služio je kao pariški nadbiskup od 1940. do svoje smrti, a za kardinala je imenovan 1935. godine.
Suhard je umro u Parizu u dobi od 75 godina. Pokopan je u kripti nadbiskupa u katedrali Notre-Dame 8. lipnja 1949.